# Eleccions parlamentàries poloneses de 1938
Les Eleccions parlamentàries poloneses de 1938 es van celebrar a la Segona República Polonesa per a elegir el Sejm del 6 a l'11 de novembre de 1938, i les del Senat van ser una setmana després, el 13 de novembre. Foren les darreres eleccions, ja que l'any següent el país fou invadit per nazis i soviètics. El partit més votat fou el Camp d'Unitat Nacional (Obóz Zjednoczenia Narodowego) - coalició de la facció Sanacja – que va a obtenir 164 (o 161) escons de 230 (o 208) al Sejm (parlament) i els 64 en el Senat de Polònia, gràcies a la Constitució d'abril, elaborada per a la facció Sanacja. La resta dels escons (47) no va ser als diputats independents, molts d'ells pertanyents a minories ètniques (principalment jueus i ucraïnesos).

## Resultats

### Sejm
|                       |                        |            |        |           |        |  |  |
| Partit                | Partit                 | Vots       | %      | Escons    | Escons |  |  |
| Partit                | Partit                 | Vots       | %      | Total     | +/–    |  |  |
|                       | Camp d'Unitat Nacional |            |        | 164 / 208 | Nou    |  |  |
|                       | Minoria ucraïnesa      | 18 / 208   | Nou    |           |        |  |  |
|                       | Minoria jueva          | 5 / 208    | Nou    |           |        |  |  |
|                       | Minoria alemanya       | 0 / 208    | Nou    |           |        |  |  |
|                       | Altres partits         | 21 / 208   | Nou    |           |        |  |  |
|                       |                        |            |        |           |        |  |  |
| Vots vàlids           | Vots vàlids            | 11,324,010 | 95.76  |           |        |  |  |
| Vots invàlids         | Vots invàlids          | 501,990    | 4.24   |           |        |  |  |
| Total                 | Total                  | 11,826,000 | 100.00 | 208       | 2      |  |  |
| Votants registrats    | Votants registrats     | 17,626,000 | 67.09  |           |        |  |  |
| Font: Nohlen & Stöver |                        |            |        |           |        |  |  |

### Senat
|                       |                        |         |     |         |        |  |  |
| Partit                | Partit                 | Vots    | %   | Escons  | Escons |  |  |
| Partit                | Partit                 | Vots    | %   | Total   | +/–    |  |  |
|                       | Camp d'Unitat Nacional |         |     | 66 / 96 | Nou    |  |  |
|                       | Minoria ucraïnesa      | 6 / 96  | Nou |         |        |  |  |
|                       | Minoria jueva          | 1 / 96  | Nou |         |        |  |  |
|                       | Independents           | 23 / 96 | Nou |         |        |  |  |
|                       |                        |         |     |         |        |  |  |
| Font: Nohlen & Stöver |                        |         |     |         |        |  |  |